# W3Schools
W3Schools是用於線上學習編碼的免費增值教育網站，由位於挪威的提供軟體開發、諮詢公司Refsnes Data於1998年成立。網名裡雖有「W3」，但與制定網頁WWW標準的全球資訊網協會「W3C」無關。W3Schools提供涵蓋網站開發許多方面的課程。它有個名為TryIt Editor的線上文本編輯器，可以在測試環境中編輯範例並運行程式碼。

## 概要
官網上免費提供英文原始程式碼範例及說明，其中大部分範例還可以在即時編輯器中進行互動式編輯與執行。開發語言教程分為個別章節。會隱藏其他重要的程式碼元素，是以便使用者可以專注於顯示的程式碼（開發人員沙盒）。此外有YouTube頻道和網際網路論壇，YouTube頻道負責討論和解釋網站開發中的某些主題。支援HTML、CSS、JavaScript、SQL、Python、Java、PHP、C、C++、C#、Bootstrap、React、jQuery、XML和ASP等程式語言。

## 批評
於2011年成立的網站「W3Fools」專門批評W3Schools，曾指出W3Schools裡的網頁開發教學範例有不少錯誤，有誤導初學者的問題。而W3Schools表示一向接納能促進它修進更正的批評。现在W3Fools也称“W3Schools已经很大程度上解决了这些问题，解决了许多开发人员的忧虑。W3Schools的教程具有结构性，还有练习功能，可以为许多初学者提供不错的学习体验”。

## 外部連結
- 官方网站 （页面存档备份，存于）
- YouTube上的W3Schools頻道（页面存档备份，存于）
- 批評W3Schools的網站W3Fools （页面存档备份，存于）